# Red Lions FC
Red Lions Football Club w skrócie Red Lions FC – malawijski klub piłkarski grający w pierwszej lidze malawijskiej, mający siedzibę w mieście Zomba.

## Sukcesy
- Chibuku Cup[1]:
  - zwycięstwo (1): 1984

- Kamuzu Cup[1]:
  - finał (1): 1986

- Challenge 555 Cup[1]:
  - zwycięstwo (1): 1987

- Bat Sportsman Trophy[1]:
  - zwycięstwo (1): 1987

## Stadion
Domowe mecze klub rozgrywa na stadionie o nazwie Balaka Stadium w Balace. Stadion może pomieścić 5000 widzów.

## Reprezentanci kraju grający w klubie od 2000 roku
Stan na styczeń 2023.
| - Davi Banda - Innocent Bokosi - Lottie Chawinga - Chikoti Chirwa - Sekile Chitete - Kelvin Katema | - Boniface Kaulesi - Malumbo Mkandawire - Luckson Mark Mtambo - Harold Mulembe - Wilfred Nyalungwe - Victor Phiri |